# Musée d'Art Hiekka
Le musée d'art Hiekka (finnois : Hiekan taidemuseo) est un musée d'art  situé dans le quartier de Amuri à Tampere en Finlande.
Le musée a été fondé par le conseiller industriel et orfèvre Kustaa Hiekka en 1931.

## Collections
En plus des beaux-arts traditionnels, les diverses collections du musée d'art Hiekka comprennent entre-autres : meubles, miroirs, horloges, monnaie, médailles, argenterie, étain, verre et objets ethnologiques.
Kustaa Hiekka était un collectionneur passionné qui rapportait de ses voyages à l'étranger des souvenirs très divers.
Ainsi, des épées de samouraï, une lame de scie et même la main d'une momie sont entrées en possession du musée,,.
La majeure partie de la collection d'art visuel est constituée d'art finlandais des années 1850 à nos jours.
Des œuvres de Ferdinand von Wright, Hjalmar Munsterhjelm (fi), Akseli Gallen-Kallela, Eero Järnefelt, Pekka Halonen, Hugo Simberg et Magnus Enckell font partie de la collection.
Les artistes locaux sont représentés, par exemple Gabriel Engberg, Kaarlo Vuori, Lennu Juvela, Kauko Salmi, Marra Lampi et Anna Alapuro.

## Histoire
Kustaa Hiekka fut l'un des fondateurs du musée du Häme, ouvert en 1908, qui fut le premier musée de Tampere. Tout en se familiarisant avec le fonctionnement du musée, Kustaa Hiekka a commencé à réfléchir à la possibilité de créer son propre musée pour la collection qu'il avait rassemblée.
Il en a peaufiné les plans avec son ami, le juge Evert Tähkäpää. Tous deux croyaient à l’effet civilisateur de l’art.
Kustaa Hiekka était également un patriote qui souhaitait développer son pays et en particulier Tampere.
Pour abriter son musée, Kustaa Hiekka a construit une maison en brique rue Pirkankatu, conçue par l'architecte Oiva Viljanen.
Le bâtiment de style néoclassique a été achevé en 1928 et a été le premier bâtiment conçu en tant que musée à Tampere.
La Fondation Kustaa Hiekka a été fondée en 1931 pour entretenir le musée,.
L'inauguration du musée s'est tenue le 31 octobre 1931.
Kustaa Hiekka a vécu au second étage du bâtiment du musée jusqu'à sa mort en 1937. Il a fait don de ses biens à la Fondation Kustaa Hiekka. Le premier président de la fondation, Evert Tähkäpää, a également légué sa propre collection d'art au musée.

## Galerie

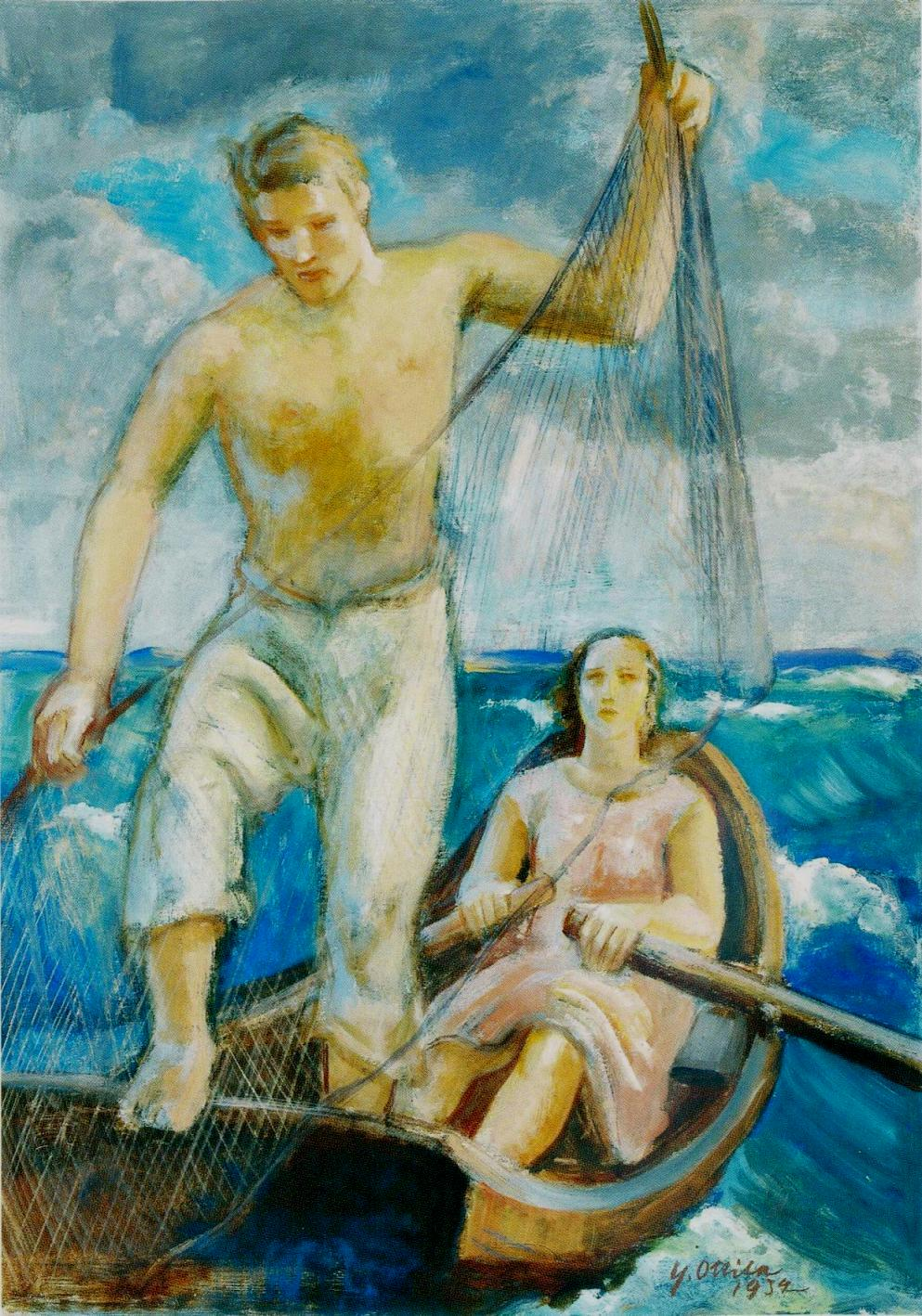
Yrjö Ollila, pêcheur.
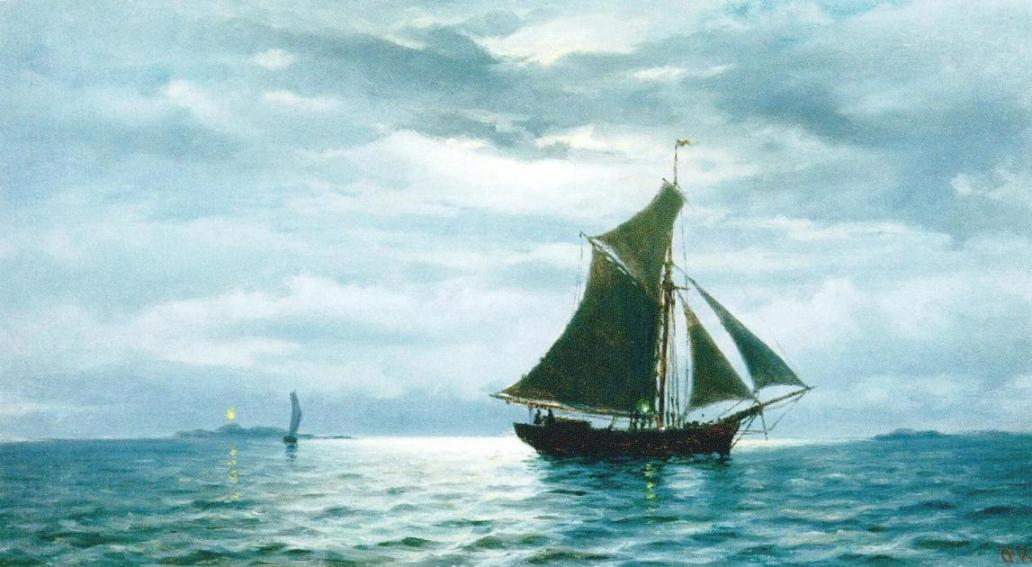
Oscar Kleineh (fi), Mer au clair de lune.
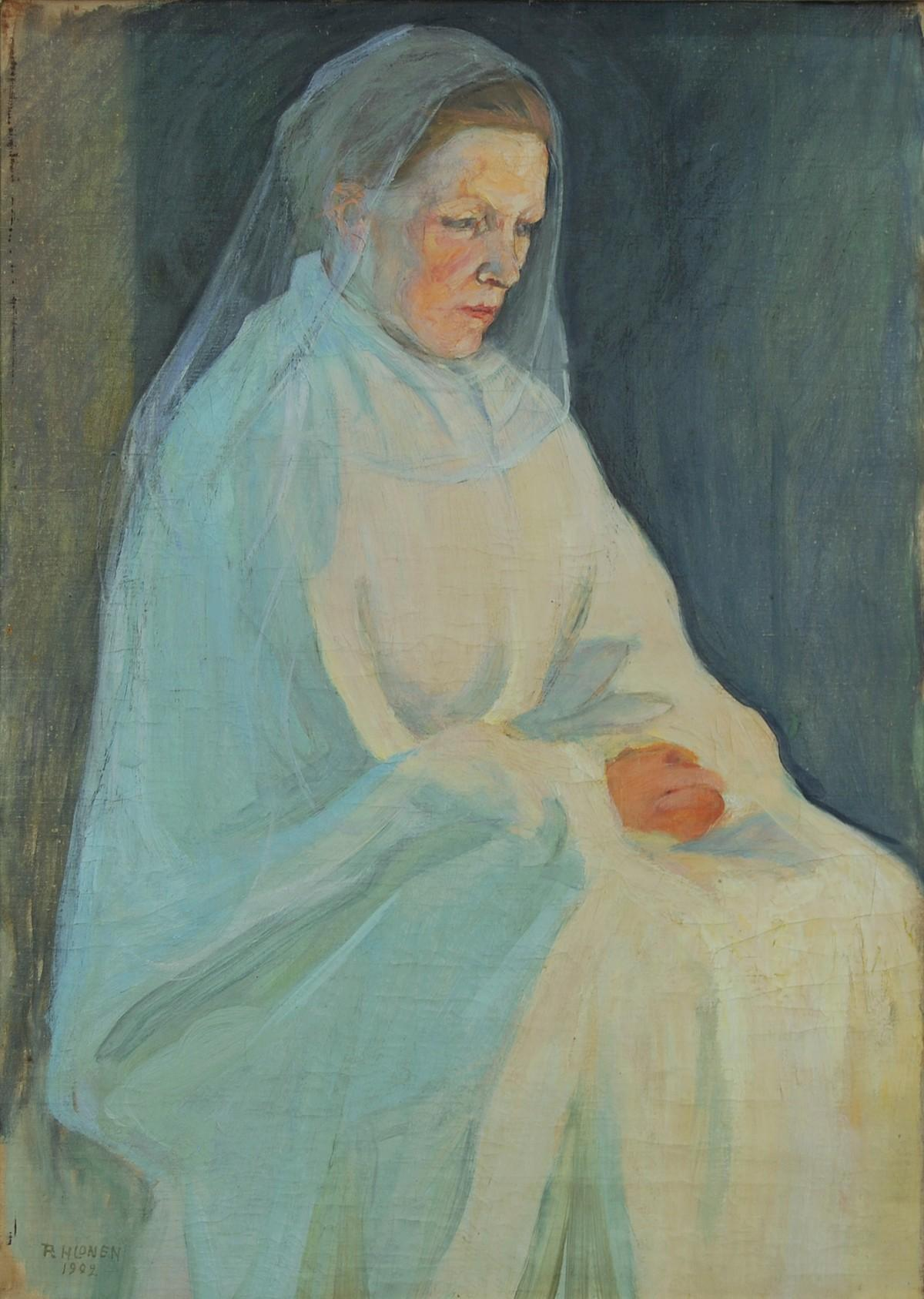
Pekka Halonen, Madonna.